# Marc H. Choko
Marc H. Choko, né le 8 août 1947, est un professeur canadien, auteur, conférencier et commissaire d'exposition dans le domaine de l'affiche et du design graphique.

## Biographie
Marc H. Choko est diplômé en architecture de l'Université de Montréal (1973), détenteur d'une maîtrise en aménagement toujours à l'Université de Montréal (1976), et détenteur d'un doctorat en urbanisme à l'Université Paris-VIII (1981). Il est professeur émérite à l'École de design de l'Université du Québec à Montréal, où il enseigne depuis 1977. Il a été directeur de recherche à l'Institut national de la recherche scientifique (INRS). De 1999 à 2008, il a dirigé le Centre de design de l'Université du Québec à Montréal.
Il est l'auteur de nombreux ouvrages, articles, et rapports sur le développement urbain et sur les questions du logement. Il a notamment traité ces questions en Chine, où il a été consultant et professeur associé de 1991 à 2000.
Il est passionné par les affiches. Depuis les années 1960, il en entretient une collection. Plus tard, il entreprend des recherches sur les affiches, notamment sur leur production au Québec et au Canada. Il a notamment organisé plusieurs expositions, dont plusieurs à titre de commissaire. À partir des années 1980, il publie plusieurs ouvrages traitant de l'affiche, l'urbanisation, le design, ainsi que sur la question du logement.
En 2008, l'artiste Alfred Halasa à créé une affiche en sérigraphie en son honneur.
De plus, il crée en 2014, en collaboration avec la Société des designers graphiques du Québec (SDGQ) la bourse annuelle SDGQ / Marc H. Choko. Les partenaires associés sont le Centre de design de l'Université du Québec à Montréal, le Musée McCord, Publicité Sauvage, et la Bibliothèque des archives nationales du Québec (BAnQ). Ce concours de création d'affiches porte sur un thème social relié à l'actualité. Il est ouvert à tous les étudiants en design graphique au niveau collégial ou universitaire. Il a pour objectifs de développer les aptitudes des futurs graphistes, de les inciter à œuvrer dans le domaine de l'affiche et à s'intéresser aux questions de société.
De 2016 à 2018, il est membre du jury Arts Visuels au Conseil des arts de Montréal. Il est également nommé Chevalier de l'Ordre des Palmes académiques en 2016. Depuis 2013, il compte parmi les membres honoraires de la Société des designers graphiques du Québec. Il est également membre de l'organisme la Tribu grafik.

## Œuvre
- Crises du logement à Montréal, 1860-1939, Montréal, Éditions Coopératives Albert Saint-Martin, 1980, 282 p.  (ISBN 9782890350151)
- Les grandes places publiques de Montréal, Montréal, Méridien, 1987, 215 p.  (ISBN 9782920417205)
- Canadien Pacifique, Affiches 1883-1963, Montréal, Méridien, 1988, 186 p.  (ISBN 9782920417397)
- Une cité-jardin à Montréal, Montréal, Méridien, 1989, 168 p.  (ISBN 9782920417441)
- Affiches de guerre canadiennes. 1914-1918, 1939-1945, Montréal, Méridien, 1994, 199 p.  (ISBN 9782920417663)
- Le défi du logement urbain en Chine, Montréal, Méridien, 1994, 253 p.  (ISBN 9782894159897)
- Le développement de la ville et l’habitat au XXIe siècle (avec Guangting Chen) Beijing, Éditions scientifiques et techniques de Beijing, 1995, 304 p.
- Les Habitations Jeanne-Mance. Un projet social au centre-ville, Montréal, Éditions Saint-Martin, 1995, 128 p.  (ISBN 9782890352919)
- L'affiche au Québec : des origines à nos jours, Montréal, Les éditions de l'homme, 2001, 286 p.  (ISBN 9782761916066)
- Le design au Québec : industriel, graphique, de mode (avec Gérald Baril et Paul Bourassa), Montréal, Les éditions de l'homme, 2003, 381 p.  (ISBN 9782761918459)
- Les affiches du Canadien Pacifique, Richmond Hill, Firefly Books, 2004, 222 p.  (ISBN 9781554070206)
- 25 ans de design : Centre de design de l'Université du Québec à Montréal, Montréal, Centre de design UQAM, 2006, 399 p.  (ISBN 9782920496019)
- Imperial Tobacco Canada. 100 ans, Montréal, Imperial Tobacco Limited, 2008, 286 p.
- Lino (avec Lino), Québec, Éditions Alto, 2011, 222 p.  (ISBN 9782923550886)
- Publicité sauvage : 25 ans et demi, Montréal, Publicité sauvage et Infopresse, 2012, 303 p.  (ISBN 9782981261809)
- Canadian War Posters : Posters from the First and Second World Wars, Cambridge, Worth Press, 2012, 191 p.  (ISBN 9781849310604)
- Destination Québec. Une histoire illustrée du tourisme (avec Michelle Lebfevre et Danielle Léger), Montréal, Les éditions de l'homme, 2013, 252 p.  (ISBN 9782761934992)
- Le monde d'Alfred II : 40 ans d'affiches d'Alfred Halasa, Montréal, Éditions de l'homme et Infopresse, 2014, 223 p.  (ISBN 9782761940528)
- Dans l'œil de Vittorio, Montréal, Musée McCord et Les éditions de l'homme, 2015, 238 p.  (ISBN 9782761942461)
- Canadian Pacific. Creating a Brand, Building a Nation, Berlin, Callisto Publishers, 2015, 383 p.  (ISBN 9783981655049)
- Posters : Les maîtres de l'affiche en sérigraphie, Suresnes, Éditions du Limonaire, 2021, 286 p.  (ISBN 9791094737163)

## Prix et honneurs
- 2013 : Nommé membre honoraire de la Société des designers graphiques du Québec.
- 2016 : Nommé Chevalier de l'Ordre des Palmes académiques.
- 2016-2018 : Membre du jury Arts Visuels au Conseil des arts de Montréal.